# Based on a True Story…
Based on a True Story… — восьмой студийный альбом американского кантри-певца Блейка Шелтона, вышедший 26 марта 2013 года на лейбле Warner Bros. Records. Диск дебютировал на 3 месте в США с лучшим для певца в его карьере тиражом 200 000 копий в первую неделю. Летом 2014 года общий тираж альбома превысил 1 млн копий в США.
Based on a True Story…  четырежды возглавлял кантри-чарт Billboard Top Country Albums в апреле, мае и июне 2013 года (с перерывами) и в июле 2014 года, а сингл «Sure Be Cool If You Did» был на № 1 в US Country.

## Об альбоме
Релиз альбома Based on a True Story… состоялся 26 марта 2013 года на лейбле Warner Bros. Records. В записи одной из основных песен альбома (Boys 'Round Here) приняла участие Pistol Annies — американская кантри-супергруппа, состоящая из Миранды Ламберт (жены Б. Шелтона), Эшли Монро и Ангалины Пресли (видео). 
Based on a True Story… получил в основном положительные и умеренные отзывы музыкальных критиков и изданий, включая Allmusic, Country Weekly, Los Angeles Times, Roughstock, Taste of Country и USA Today. Суммарный анализ сайта Metacritic дал 64 балла из 100.
На июль 2014 года общий тираж альбома составил 1 291 000 копий в США.

## Список композиций
| №                   | Название                                       | Автор(ы)                                         | Длительность |
| ------------------- | ---------------------------------------------- | ------------------------------------------------ | ------------ |
| 1.                  | «Boys 'Round Here» (при участии Pistol Annies) | Rhett Akins, Dallas Davidson, Craig Wiseman      | 4:48         |
| 2.                  | «Sure Be Cool If You Did»                      | Jimmy Robbins, Chris Tompkins, Rodney Clawson    | 3:35         |
| 3.                  | «Do You Remember»                              | Michael Dulaney, William Gray, Ian Kirkpatrick   | 3:29         |
| 4.                  | «Small Town Big Time»                          | Clint Lagerberg, Wiseman                         | 3:50         |
| 5.                  | «Country on the Radio»                         | Clawson, Tompkins, Wiseman                       | 3:52         |
| 6.                  | «My Eyes» (при участии Gwen Sebastian)         | Andrew Dorff, Tommy Lee James, Josh Osborne      | 3:10         |
| 7.                  | «Doin' What She Likes»                         | Wade Kirby, Phil O'Donnell                       | 3:42         |
| 8.                  | «I Still Got a Finger»                         | Gary Hannan, Wiseman                             | 3:38         |
| 9.                  | «Mine Would Be You»                            | Jessi Alexander, Connie Harrington, Deric Ruttan | 3:59         |
| 10.                 | «Lay Low»                                      | Dean Dillon, Tim Nichols, David Turnbull         | 3:13         |
| 11.                 | «Ten Times Crazier»                            | Akins, Marv Green, Ben Hayslip                   | 3:03         |
| 12.                 | «Granddaddy's Gun»                             | Akins, Davidson, Bobby Pinson                    | 3:34         |
| Общая длительность: | Общая длительность:                            | Общая длительность:                              | 43:53        |

| №   | Название          | Длительность |
| --- | ----------------- | ------------ |
| 13. | «I Found Someone» | 3:22         |
| 14. | «Frame of Mine»   | 3:21         |

| №   | Название                                | Автор(ы)                   | Длительность |
| --- | --------------------------------------- | -------------------------- | ------------ |
| 15. | «Sure Be Cool If You Did» (music video) | Robbins, Tompkins, Clawson | 3:32         |

## Позиции в чартах
| Чарт (2013-14)                             | Высшая позиция |
| ------------------------------------------ | -------------- |
| Австралия Australian Country Albums (ARIA) | 3              |
| Canadian Albums Chart                      | 3              |
| US Billboard 200                           | 3              |
| US Billboard Top Country Albums            | 1              |

| Год  | Сингл                     | Высшая позиция | Высшая позиция     | Высшая позиция | Высшая позиция |
| Год  | Сингл                     | US Country     | US Country Airplay | US             | CAN            |
| ---- | ------------------------- | -------------- | ------------------ | -------------- | -------------- |
| 2013 | «Sure Be Cool If You Did» | 1              | 1                  | 24             | 32             |
| 2013 | «Boys 'Round Here»        | 2              | 1                  | 12             | 12             |